# 209 (număr)
209 (două sute nouă) este numărul natural care urmează după 208 și precede pe 210 într-un șir crescător de numere naturale.

## În matematică
209:
- Este un număr impar.
- Este un număr compus:[1]
- Este un număr semiprim.[2][3]
- Este un număr deficient:[4][5] {\displaystyle 1+11+19=31<209}.
- Este un număr Blum[6][7] deoarece divizorii săi sunt numere prime gaussiene.
- Este un număr briliant.[8][9] deoarece este un produs de numere prime având același număr de cifre.
- Este un număr extrem cototient.[10][11]
- Este un număr Kummer.[12][13] (209 = 2 × 3 × 5 × 7 – 1)
- Este un număr Kummer compus.[14] (11 × 19)
- Este cel mai mic număr care poate fi reprezentat ca sumă de trei pătrate în 6 feluri.[15] Aceste reprezentări sunt:

{\displaystyle 209=1^{2}+8^{2}+12^{2}=2^{2}+3^{2}+14^{2}=2^{2}+6^{2}+13^{2}=3^{2}+10^{2}+10^{2}=4^{2}+7^{2}+12^{2}=8^{2}+8^{2}+9^{2}}
- Există 209 grafuri simple neorientate diferite cu 7 sau mai puține noduri neetichetate.[16][17]
- Există 209 arbori de acoperire în [[graf grilă |grafurile de tip grilă] 2 × 5,[18][19]
- Există 209 de permutări parțiale a patru elemente,[20][21]

## În știință

### În astronomie
- Obiectul NGC 209 din New General Catalogue este o galaxie lenticulară cu o magnitudine 13,91 în constelația Balena.
- 209 Dido este un asteroid din centura principală.
- 209P/LINEAR este o cometă periodică din sistemul nostru solar.